# Básnická licence
Básnická licence (latinsky licentia poetica) v literatuře či obecně umění znamená, že se nějaké umělecké dílo záměrně odchyluje od ustálené jazykové, literární, historické, společenské (či jiné) normy, zvyklosti, úzu, tradice, faktografie apod.
Termín vyjadřuje autorskou volnost respektive tvůrčí svobodu při zacházení s námětem, kdy autor uměleckého díla může látku, námět či předlohu (např. historickou událost, reálnou osobnost apod.) přizpůsobit svému uměleckému záměru bez ohledu na skutečnost a konvenci. Básnická licence tak umožňuje existenci literární (či obecně umělecké) fikce, tedy zjevného a zpravidla i úmyslného zkreslení reality uměleckým dílem.Příklady
Například film Amadeus režiséra Miloše Formana nezobrazuje obě hlavní postavy, skladatele Mozarta a Salieriho, ve shodě s tím, co je o nich doloženo z dobových pramenů. Autorům filmu se pak vytýkalo, že v očích veřejnosti pokřivili obraz těchto osobností hudebních dějin. Podle principu básnické licence (umělecké svobody a volnosti) však autoři měli právo s historií naložit podle svého uměleckého záměru, třebaže z historického hlediska pokřiveně, a divák s tím má počítat.
Básnická licence se v krásné literatuře využívá poměrně často, problémy mohou nastat v okamžiku, kdy se umělecké metody a umělecké postupy básnické licence objeví v literárním díle pocházejícím z oblasti literatury faktu nebo v textu z oblasti aktuální publicistiky či investigativní žurnalistiky apod., kde je to nežádoucí. Pokud se zde básnická licence vůbec může použít, tak pouze za podmínky, že autor na to sám v textu výrazně čtenáře upozorní.